# Gabriel Knight 2: The Beast Within
Gabriel Knight 2: The Beast Within, ossia "la bestia interiore", è il secondo videogioco della trilogia di avventure Gabriel Knight.
Il gioco è stato creato usando tecnologie sviluppate per il gioco Phantasmagoria e rendendolo quindi quasi interamente realizzato con riprese di attori veri o in video sovrapposto a fotografie renderizzate. A differenza di Phantasmagoria tuttavia, GK2 è tuttora uno dei pochi casi in cui l'uso del Full Motion Video (FMV) in un gioco per computer abbia avuto successo.
La parte di Gabriel Knight è recitata da Dean Erickson e quella di Grace Nakimura da Joanne Takahashi. Il gioco include una colonna sonora composta da Robert Holmes, che scrisse anche un'opera lirica (l'Opera Perduta di Wagner) per rispondere alle esigenze della trama.
Il 22 febbraio 2007 è uscita una riedizione del gioco con dialoghi in italiano, contenuti bonus e su un unico dvd al posto dei 6 cd originali, ad opera del publisher italiano Adventure Productions.
Questa versione funziona anche su Windows XP e Windows Vista, che non erano supportati dalla prima edizione.

## Trama
Il gioco ci presenta Gabriel alle prese con i tentativi per il suo secondo romanzo. Il suo primo libro, basato sugli omicidi vudù, è un best seller e Gabriel grazie al denaro guadagnato si è potuto trasferire nell'antica dimora di famiglia, Schloss Ritter, situata nella (fittizia) cittadina di Rittersberg in Baviera (Germania).
All'inizio del gioco Gabriel viene chiamato a Monaco per investigare su quello che la gente del posto ritiene essere l'attacco di un lupo mannaro; Grace arriva in seguito a Rittersberg per assisterlo durante le sue indagini, e i "capitoli" in cui è suddiviso il gioco permettono di seguire, alternatamente, le avventure di Gabriel e quelle di Grace. Insieme i due svelano il mito del Lupo Nero di Baviera, sospettato di essere un lupo mannaro che perseguitò re Ludwig II di Baviera, ed un'opera perduta di Richard Wagner.